# Zygmunt Kawecki
Zygmunt Kawecki (Varsavia, 6 novembre 1942) è un ex schermidore polacco, vincitore di una medaglia d'argento ed una di bronzo ai campionati mondiali di scherma.